# Taytay (Palawan)
Taytay ist eine philippinische Stadtgemeinde in der Provinz Palawan. Sie hat 75.165 Einwohner (Zensus 1. August 2015). Sieben Kilometer südöstlich des Gemeindezentrums liegt der Manguao-See, in dem zahlreiche Flüsse münden. Der westliche Teil der Gemeinde liegt im Naturpark Malampaya Sound Protected Landscape/Seascape und der nördliche im El Nido-Taytay Managed Resource Protected Area, beide sind kombinierte Landschafts- und Meeresschutzgebiete. 
In Taytay wurde im Jahr 1738 die spanische Festung Fuerza de Sta. Isabel fertiggestellt, sie diente zum Schutz gegen die auf Beutezügen befindlichen Moropiraten im 18. Jahrhundert. In der Gemeinde befindet sich ein Campus der Palawan State University.

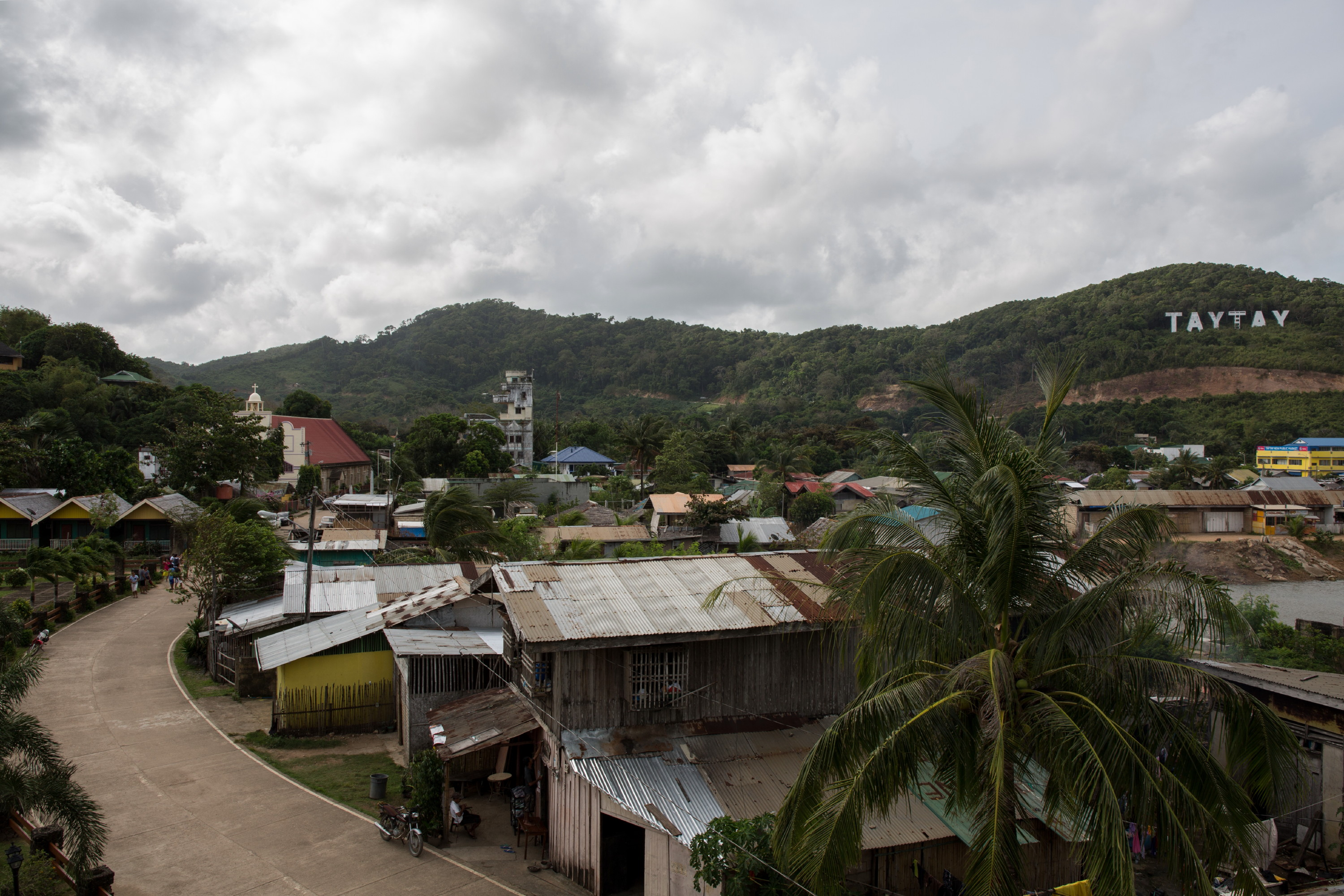
Taytay

## Baranggays
Taytay ist politisch in 31 Baranggays unterteilt.
| - Abongan - Banbanan - Bantulan - Batas - Bato - Beton - Busy Bees - Calawag - Casian - Cataban - Debangan | - Dipla - Liminangcong - Maytegued - New Guinlo - Old Guinlo - Pamantolon - Pancol - Paly (Paly Island) - Poblacion - Pularaquen (Canique) | - San Jose - Sandoval - Silanga - Alacalian - Baras (Pangpang) - Libertad - Minapla - Talog - Tumbod - Paglaum |

## Söhne und Töchter
- Edgardo Sarabia Juanich (* 1952), römisch-katholischer Geistlicher, Apostolischer Vikar von Taytay